# Zimmern unter der Burg
Zimmern unter der Burg è un comune tedesco di 447 abitanti,, situato nel land del Baden-Württemberg.